# The Kax
The Kax est un groupe américain de rock, originaire de Los Angeles, en Californie. Leur style musical est décrit par AllMusic comme « post-punk power pop. »

## Historique
The Kax est fondé en 2003 à Los Angeles par Justin Clay (voix, guitare), Stephan Versini (basse) et Andrew Grant (batterie). Leur premier album, éponyme, est sorti en 2007. L'album est enregistré et produit par Scott Gilman aux studios Hobby Shop dans le quartier d'Eagle Rock à Los Angeles. Le groupe a également enregistré deux chansons avec la chanteuse Sierra Swan. La chanson de The Kax, Summertime Daze, est diffusée dans la série télévisée de MTV Laguna Beach : The Hills (saison 3, épisode 6, Deuxièmes chances) aux côtés de groupes comme Hot Hot Heat (Let Me In) et Maroon 5 (Wake Up Call).